# Domaszkowice
Domaszkowice (deutsch Ritterswalde) ist ein Ort in der Stadt- und Landgemeinde Nysa im Powiat Nyski der Woiwodschaft Opole in Polen.

## Geographie
Das Straßendorf Domaszkowice liegt in der Schlesischen Tiefebene, etwa zehn Kilometer südöstlich von Nysa (Neisse) und 56 Kilometer südwestlich von Opole (Oppeln).
Nachbarorte sind im Norden Kubice (Kaundorf), im Osten Włodary (Volkmannsdorf), im Südosten Węża (Prockendorf), im Süden Wierzbięcice (Oppersdorf) und im Westen Niwnica (Neunz) sowie Wyszków Śląski (Wischke).

## Geschichte

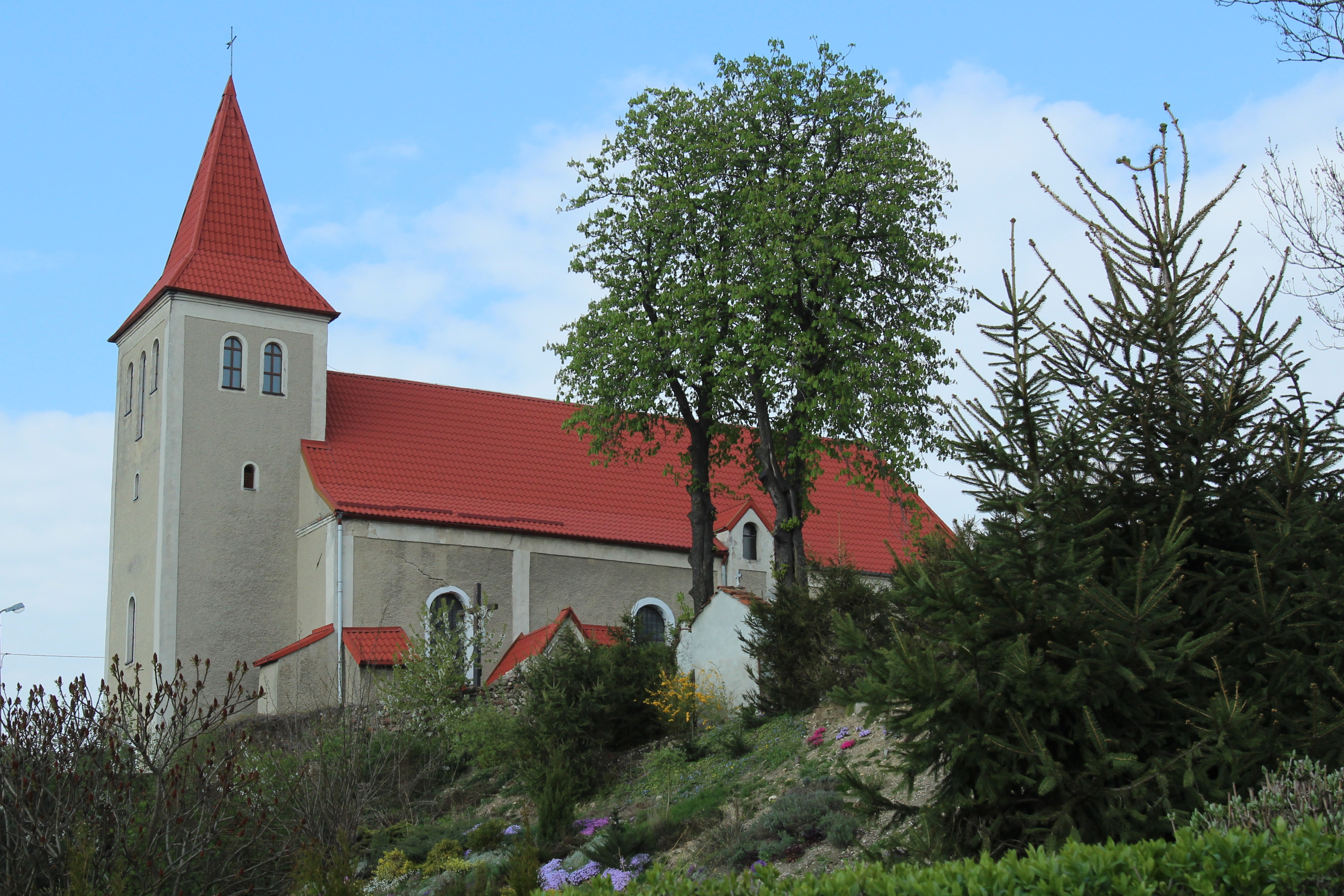
Kirche St. Georg

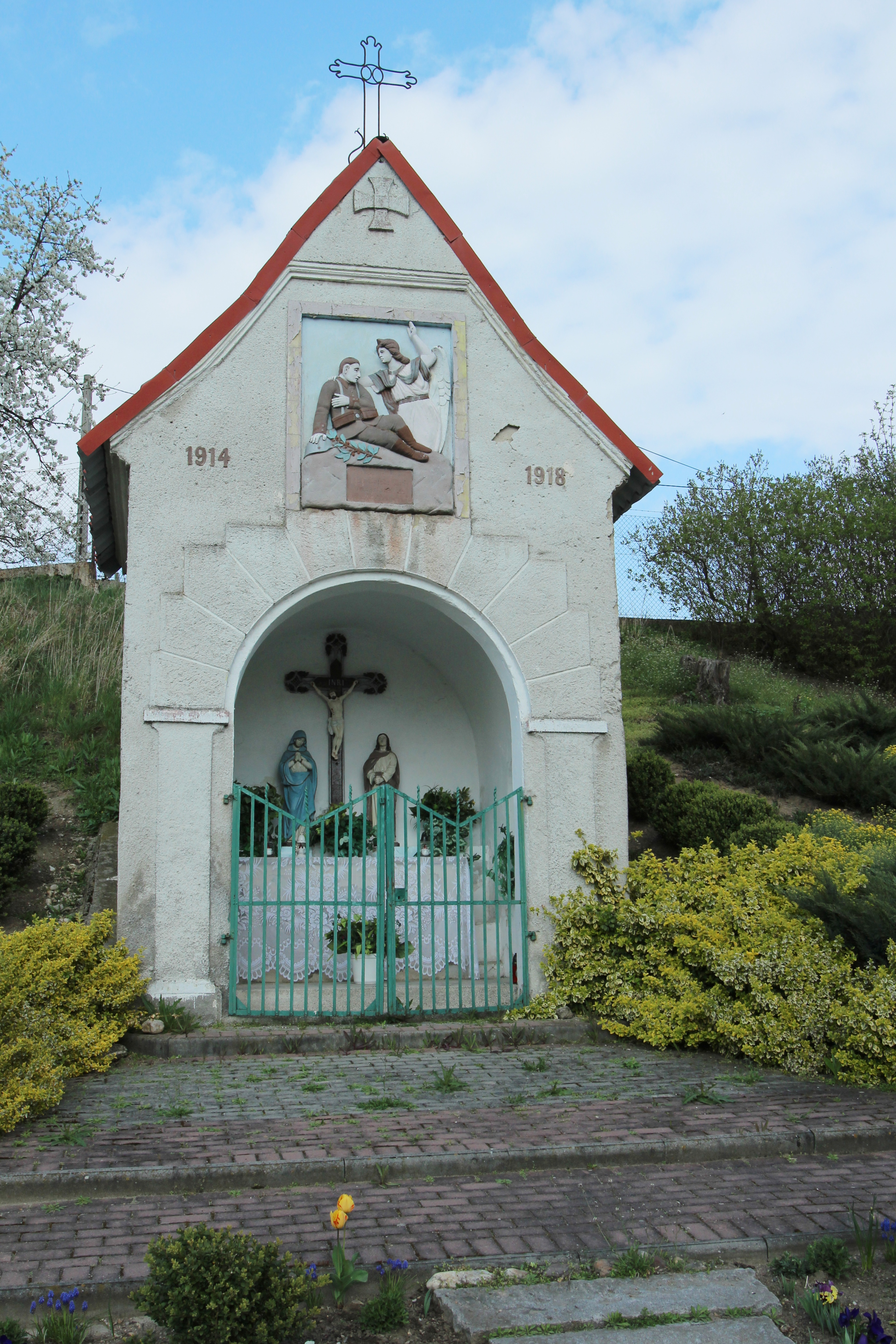
Gedenkkapelle für die Gefallenen des Ersten Weltkriegs

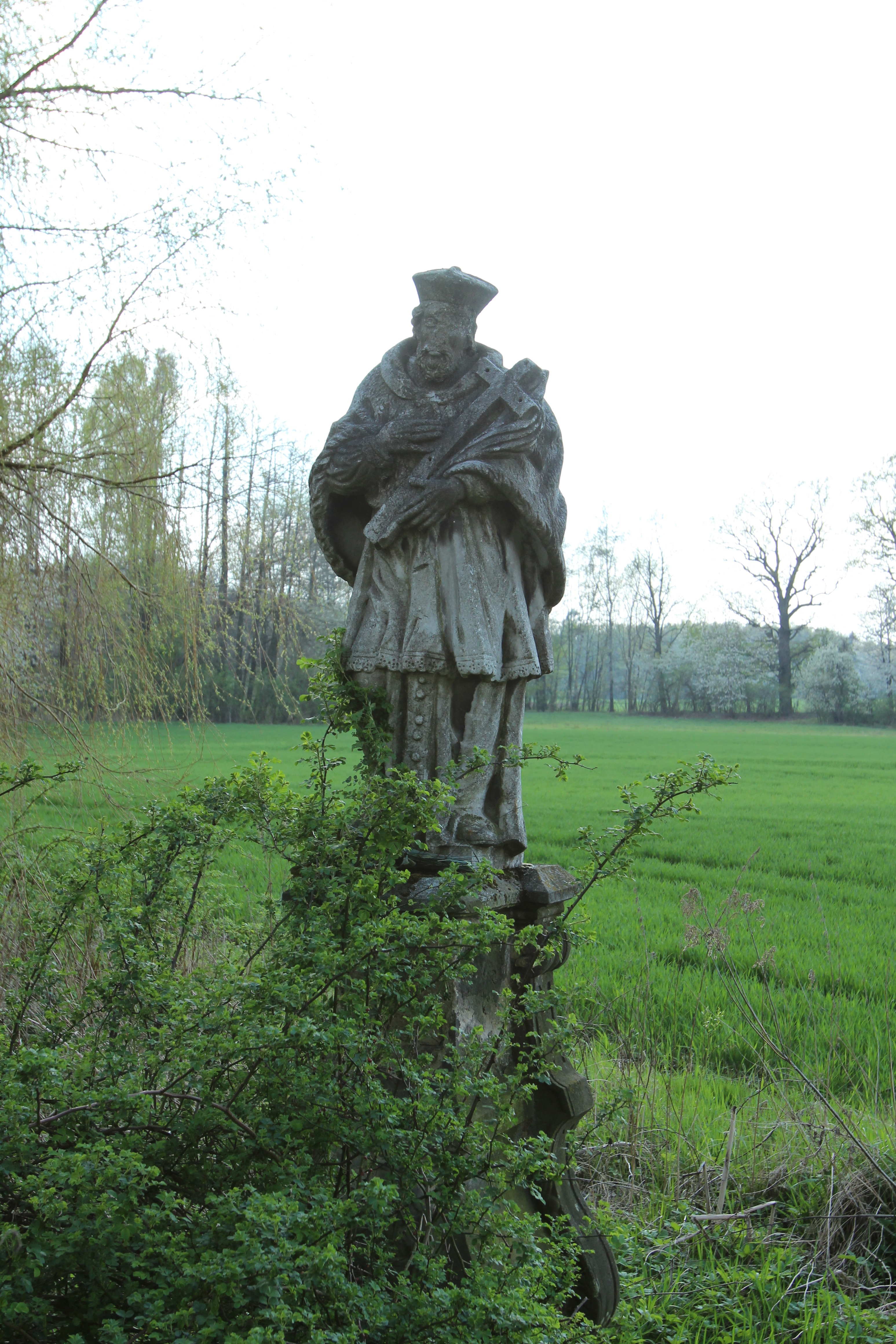
Nepomukstatue

Funde aus der Alt-, Mittel- und Jungsteinzeit weisen auf die frühe Besiedlung dieser Gegend hin. Das Dorf wurde sicherlich schon vor 1249 als deutsche Siedlung „auf grüner Wiese“ angelegt und 1253 erstmals als „Ruckerswalde“ urkundlich erwähnt. 1284 wurde es unter den 65 Dörfern auafgeführt, die Herzog Heinrich IV. vom Breslauer Bischof Thomas II. zurückforderte, weil die Bischöfe im Zuge der Besiedlung des Bistumslandes diese Orte auf dem Gebiet des herzoglichen Grenzwaldes angelegt hatten. Bischof und Herzog führten 1282–1288 einen erbitterten Kirchenstreit, der mit dem großen Kirchenprivileg des Herzogs 1290 ein Ende fand. Durch das Privileg erhielt der Bischof eine weitgehende Landeshoheit im Bistumsland; die 65 umstrittenen Dörfer blieben bischöflich. Aus dem 13. Jahrhundert stammt auch die erste Dorfkirche, die nach 1250 auf dem Kirchberg in der Mitte des Ortes errichtet wurde. 1301 wird der Ort als Ruckerswalde und 1373 als Rugkierswalde erwähnt. Für 1651 wird ein Kirchschreiber genannt, der vermutlich auch die schulpflichtigen Kinder unterrichtete.
Nach dem Ersten Schlesischen Krieg 1742 fiel Ritterswalde mit dem größten Teil Schlesiens an Preußen. 1784 ist ein Schulmeisterhaus im Dorf belegt. 1816–1817 wurde eine Schule errichtet, die 1836 erweitert wurde. Das zweistöckige Gebäude stammt von 1910; es wurde 1927 von 123 Kindern in drei Klassen besucht.
Nach der Neugliederung der Provinz Schlesien gehörte die Landgemeinde Ritterswalde ab 1816 zum Landkreis Neisse, mit dem sie bis 1945 verbunden bieb. 1845 bestanden im Dorf eine katholische Kirche, eine katholische Schule, eine Unterförsterei und 146 weitere Häuser. Die Einwohnerzahl lag damals bei 846, davon einer evangelisch. 1874 wurde der Amtsbezirk Oppersdorf gebildet, dem die Landgemeinden Oppersdorf und Ritterswalde sowie der Gutsbezirk Ritterswalde eingegliedert wurden.
1933 lebten in Ritterswalde 881 Menschen. 1937 gab es zwei Bäcker, ein Baugeschäft, einen Böttcher, einen Fleischer, einen Friseur, einen Gasthof, fünf Gemischtwarenläden, einen Klempner, einen Kürschner, einen Sattler, einen Schlosser, drei Schmiede, drei Schneider, drei Schuhmacher, zwei Stellmacher, zwei Tischler, eine Viehhandlung, eine Spar- und Darlehenskasse, eine Elektrizitäts-Genossenschaft und eine Försterei. 1939 lebten in Ritterswalde 855 Einwohner.
Als Folge des Zweiten Weltkriegs fiel Ritterswalde 1945 mit dem größten Teil Schlesiens an Polen. Nachfolgend wurde es in Domaszkowice umbenannt. Die einheimische Bevölkerung wurde weitgehend vertrieben. Die neu angesiedelten Bewohner waren teilweise Zwangsumgesiedelte aus Ostpolen, das an die Sowjetunion gefallen war. Von 1945 bis 1950 gehörte Domaschkowice Woiwodschaft Schlesien, anschließend zur Woiwodschaft Opole. Seit 1999 gehört es zum Powiat Nyski. 2011 lebten 635 Einwohner in Domaszkowice.

## Sehenswürdigkeiten
- Die römisch-katholische St.-Georg-Kirche wurde vermutlich im 13. Jahrhundert errichtet. Bis 1919 war es eine Filialkirche der Pfarrei St. Nikolaus in Oppersdorf. Das zweijochige Langhaus besitzt einen quadratischen Chor. 1694 wurde die Kirche grundlegend umgebaut, wobei das Langhaus und der Chor eingewölbt wurden. Zugleich wurde der Glockenturm, die Sakristei und die südliche Vorhalle angebaut. Im Chor bestanden Wandmalereien aus dem 17. und 18. Jahrhundert, die bei Kriegsende 1945 zerstört wurden. Das Gemälde der Muttergottes mit Kind aus der zweiten Hälfte des 16. Jahrhunderts wurde 1995 gestohlen.[7]
- Gedenkkapelle für die Gefallenen des Ersten Weltkriegs.
- Statue des böhmischen Landesheiligen Johannes Nepomuk.
- Ruinen der St.-Anna-Kapelle.
- Sühnekreuz
- Wegekreuz

## Einwohnerentwicklung

### Bis 1945
| Jahr | Einwohner | Haushalte                 |
| ---- | --------- | ------------------------- |
| 1784 |           | 83 Stellen                |
| 1845 | 846       | 146 Haushalte             |
| 1895 | 894       | 150 Häuser, 210 Haushalte |
| 1939 | 854       | 232 Haushalte             |

### Nach 1945
| Jahr | Einwohner |
| ---- | --------- |
| 2007 | 851       |
| 2011 | 635       |

## Vereine
- Fußballverein LZS Domaszkowice
- Freiwillige Feuerwehr OSP Domaszkowice

## Persönlichkeiten
- Manfred Drotschmann (1933–2020), Landwirt und Politiker